# Wilfried Schmid
Wilfried Schmid (Hamburgo, 28 de maio de 1943) é um matemático alemão-estadunidense, que trabalha com teoria da representação de grupos, teoria de Hodge e funções automorfas.
Schmid cresceu em Bonn e abandonou a Alemanha em 1960 seguindo para os Estados Unidos. Estudou na Universidade de Princeton (bacharelado em 1964) obtendo um doutorado em 1967 na Universidade da Califórnia em Berkeley, orientado por Phillip Griffiths. Lecionou depois na Universidade da Califórnia em Berkeley. Em 1970 obteve uma cátedra na Universidade Columbia. A partir de 1978 foi professor da Universidade Harvard, onde é atualmente Dwight Parker Robinson Professor for Mathematics.
Foi palestrante plenário do Congresso Internacional de Matemáticos em Helsinque (1978: Representations of semisimple Lie groups). É fellow da American Mathematical Society.